# 瑟克爾維爾 (印地安納州克林頓縣)
瑟克爾維爾（英語：Scircleville）是位於美國印地安納州克林頓縣的一個非建制地區。該地的面積和人口皆未知。

## 地理
瑟克爾維爾的座標為40°17′15″N 86°18′00″W / 40.28750°N 86.30000°W，而該地的平均海拔高度為283米（即928英尺）。